# 誕生寺村
誕生寺村（たんじょうじそん）は、岡山県久米郡にあった村。
現在の久米郡久米南町北庄、里方、南庄、山之城に当たる。

## 沿革
- 1889年6月1日 - 町村制施行に伴い、久米南条郡 北庄山手村、北庄里方村、南庄村が合併、稲岡南村となった。大字北庄里方に役場を置く。
- 1900年4月1日 - 久米南条郡が久米北条郡と合併し、久米郡となる。
- 1906年4月1日 - 稲岡南村が加美村の内、大字山ノ城を編入。
- 1952年4月1日 - 稲岡南村を誕生寺村と改称。同時に、大字北庄山手を北庄、北庄里方を里方と改称する。
- 1954年4月1日 - 久米郡弓削町、神目村、龍山村と合併、久米南町となる。

## 地名の読み方
- 北庄（きたしょう）
- 北庄里方（きたしょうさとがた）
- 北庄山手（きたしょうやまて）
- 里方（さとがた）
- 南庄（みなみしょう）
- 山ノ城（やまのじょう）

## 現在の様子

### 郵便番号
- 709-3601 久米郡久米南町北庄
- 709-3602 久米郡久米南町里方
- 709-3603 久米郡久米南町山ノ城
- 709-3604 久米郡久米南町南庄

709-360Xの残りの番号は弓削町を参照。

### 教育

#### 小学校
- 久米南町立誕生寺小学校

#### 養護学校
- 岡山県立誕生寺養護学校

### 交通

#### 鉄道
- JR津山線 ： 誕生寺駅

#### 道路

##### 高速道路
旧村内を走る高速道路なし

##### 国道
- 国道53号

##### 県道
- 主要地方道

旧村内を走る主要地方道なし
- 一般県道
  - 岡山県道376号上籾誕生寺停車場線

### 河川・山岳

#### 河川
- 誕生寺川

#### 山岳
- 高坊山

### 寺院・神社

#### 寺院
- 誕生寺

#### 神社
- 天津神社
- 稲岡神社
- 北山神社
- 愛宕神社
- 加茂神社

## その他
1952年の改称後、1954年には久米南町となったため、誕生寺村として存在していた期間は2年しかなかった。また大字の改称により、現在では、北庄が南庄の北にあり、その2つだけの対に見えるが、本来の大字から考えると、北庄と里方が南庄に対する、北庄と言える。